# Перголе (Агриђенто)
Перголе је насеље у Италији у округу Агриђенто, региону Сицилија.
Према процени из 2011. у насељу је живело 3 становника. Насеље се налази на надморској висини од 22 м.